# Bules de Yixing
Os bules de Yixing são tradicionais recipientes de chá chineses confeccionados com argila zisha (紫砂), originária da cidade de Yixing, na província de Jiangsu. Reconhecidos pela qualidade artística e funcional, esses bules são usados principalmente para o preparo do chá no estilo gongfu cha, valorizando aroma, sabor e temperatura.
A cerâmica zisha tem origens que remontam ao final da Dinastia Song (960–1279), mas foi na Dinastia Ming (1368–1644) que os bules ganharam destaque, com artesãos como Shi Dabin desenvolvendo formas sóbrias e sem esmalte. Durante a Dinastia Qing (1644–1912), a arte dos bules evoluiu com a contribuição de mestres renomados como Chen Mingyuan e Yang Pengnian.
A argila zisha abrange vários subtipos, incluindo zǐnǐ (紫泥, roxa), zhūnǐ (朱泥, vermelha), duànnǐ (段泥, amarela) e hóngní (红泥, vermelha). Cada tipo possui características específicas que influenciam a infusão do chá.
Após a Revolução de 1949, a produção passou a ser organizada por cooperativas e fábricas estatais, como a Fábrica Número 1 de Yixing. Nos anos 1980, os bules de Yixing se tornaram populares no mercado internacional, especialmente no Japão e Sudeste Asiático, sendo hoje muito valorizados por colecionadores.
Os bules de Yixing são preferidos por sua capacidade de reter calor, extrair aromas e melhorar o sabor do chá ao longo do tempo. Recomenda-se destinar cada bule a um tipo específico de chá para preservar sua qualidade.